# Fontane di piazza San Francesco

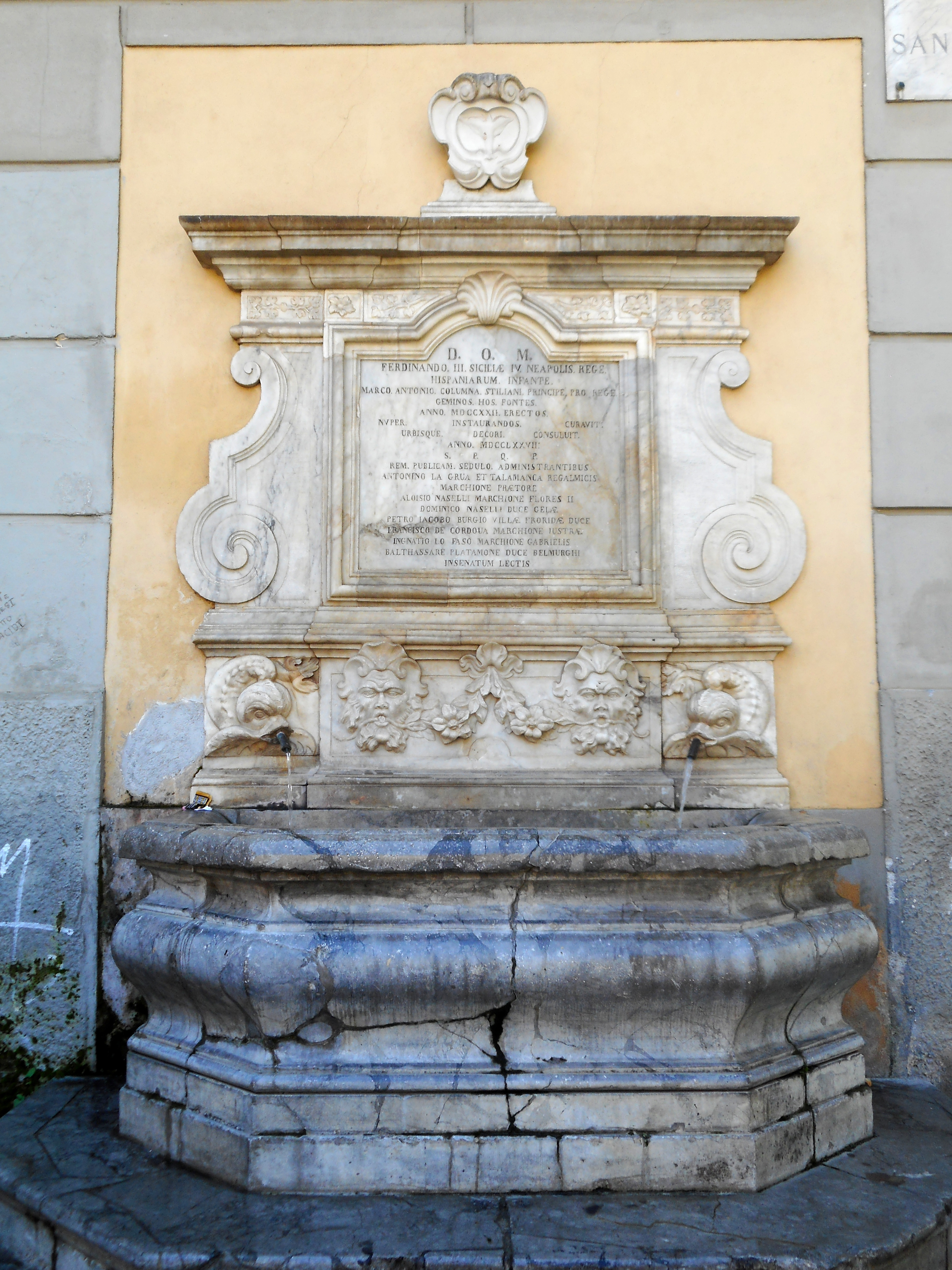
Fontana di Piazza San Francesco

Le fontane di piazza San Francesco sono due piccole fontane a forma di conca in pietra di Billiemi situate nel quartiere Kalsa di Palermo. 
Le fontane vennero poste in questa sede nel 1722 per abbellire la piccola piazza prospiciente alla Chiesa di San Francesco d'Assisi. La zona subì forti distruzioni durante i bombardamenti del 1943 e una delle due fontane venne pesantemente rovinata, mentre l'altra si trova ancora in un buono stato di conservazione. Quest'ultima si trova addossata al seicentesco Palazzo Migliaccio.